# Farin
Farin (også kaldet puddersukker) er en type gullig eller brunlig sukker, fremkommet som et biprodukt ved raffinering af sukker og anvendt til fremstilling af bolsjer og ved bagning af kager. Den mørke farve skyldes rester af rørsukkersirup.
Indtil 1980'erne kunne man også købe "lys farin", der indeholdt mindre rørsukkersirup end mørk farin. I opskrifter, der kræver lys farin, kan man blande almindeligt sukker med mørk farin og få tilnærmelsesvis samme resultat.
Navnet stammer fra det latinske ord farina, som betyder mel.
Betegnelsen puddersukker kunne man tro var flormelis, da dette ligner pudder, men puddersukker betegner traditionelt brun farin og skal ses i forhold til navnet "strøsukker". Flormelis er imidlertid almindeligt sukker, som er malet til et fint pulver, og til tider tilsat kartoffelstivelse for at undgå sammenklumpning.
På norsk betyder "farin" imidlertid "løst hvidt sukker", "strøsukker".
Farin er velegnet til ymerdrys og ved bagning af f.eks. krydderkage og cookies.